# 787

## Esdeveniments
- Nicea (Bitínia): Se celebra el Concili de Nicea II on s'acaba amb la iconoclàstia. És el darrer concili ecumènic acceptat per totes les esglésies cristianes.
- Wight (Britànnia): Els danesos arriben a l'illa per primera vegada.
- Carlemany va promulgar decrets que recomanaven, en tot l'imperi, l'estudi de la literatura en llatí, la restauració de les antigues escoles i la fundació d'altres noves.[1]

## Naixements
- abril – Bagdad (Pèrsia): Al-Amín, califa abbàssida. (m. 813)
- 10 d'agost – Balkh (Pèrsia): Abu-Màixar al-Balkhí, filòsof, matemàtic i astròleg/astrònom persa de Bagdad. (m. 886)[2]